# KNVB Beker 1907/08
De KNVB Beker 1907/08 was de tiende editie van dit voetbaltoernooi.
Voetbalclub HBS Den Haag stond voor de vijfde keer in de finale van de beker; 1 keer winst en 3 nederlagen. In 1901, 1902 en 1903 stond hun eerste team hierin, in 1905 en dit jaar het tweede team. HBS versloeg tweevoudig bekerwinnaar VOC Rotterdam met 3-1 na verlenging.

## Eerste ronde
| Datum            | Thuis                  | Uitslag(en) | Uit                   | Speelstad                  |
| ---------------- | ---------------------- | ----------- | --------------------- | -------------------------- |
| 3 november 1907  | Be Quick (Groningen)   | 1-3         | Quick (Nijmegen) 2    |                            |
| 3 november 1907  | UVV                    | 5-2         | Allen Weerbaar        |                            |
| 3 november 1907  | VOC                    | 5-0*        | PW 2                  |                            |
| 3 november 1907  | DVS                    | 3-3**       | Tubantia              |                            |
| 10 november 1907 | Tubantia               | 4-3         | DVS                   |                            |
| 3 november 1907  | Velocitas (Groningen)  | 2-3***      | DVV (Den Haag)        |                            |
| 10 november 1907 | DVV (Den Haag)         | 5-0*        | Velocitas (Groningen) |                            |
| 3 november 1907  | Forward (Groningen)    | 5-0**       | VVV (Voorburg)        |                            |
| 3 november 1907  | Neerlandia (Amsterdam) | 4-0         | Celeritas (Rotterdam) |                            |
| 3 november 1907  | AFC                    | 0-1         | PW                    |                            |
| 3 november 1907  | Swift (Amsterdam)      | 1-8         | HVV 2                 |                            |
| 3 november 1907  | VFC                    | 7-1****     | DOSB                  |                            |
| 3 november 1907  | AVV (Amsterdam) 2      | 0-5         | AFC 2                 |                            |
| 3 november 1907  | Holland (Amsterdam)    | 0-2         | Frisia                | Leeuwarden, terrein Frisia |
| 3 november 1907  | Concordia (Delft)      | 5-0*        | Allen Weerbaar 2      |                            |
| 3 november 1907  | EDO (Haarlem)          | 5-0*        | DVS 2                 |                            |
| 3 november 1907  | Achilles (Assen)       | 2-3         | Willem II             |                            |
| 3 november 1907  | DEC                    | 4-0         | Concordia (Delft) 2   |                            |
| 3 november 1907  | HBS 2                  | 5-0*        | Helmond               |                            |
| 3 november 1907  | Ajax (Amsterdam)       | 5-0*        | DFC 2                 |                            |
| 3 november 1907  | Volharding (Amsterdam) | 3-4         | Voorwaarts (Den Haag) |                            |
| 3 november 1907  | Haarlem 2              | 5-0*        | Hercules (Enschede)   |                            |
| 3 november 1907  | HFC 2                  | 4-0         | RAP                   |                            |
| 3 november 1907  | VOC 2                  | 5-2         | Achilles (Rotterdam)  |                            |
| 3 november 1907  | Quick (Den Haag) 2     | 3-2         | VVV (Amsterdam)       |                            |
| 3 november 1907  | Quick (Amersfoort)     | 5-1         | ZAC                   |                            |
| 3 november 1907  | MVVO                   | 5-0*        | Sparta (Rotterdam) 2  |                            |
| 3 november 1907  | Zalt-Bommel            | 3-1         | AVV (Amsterdam)       |                            |
| 3 november 1907  | EMM (Middelburg)       | 4-3 nv      | Neptunus              |                            |
| 3 november 1907  | Quick (Nijmegen)       | 1-3         | Hercules (Utrecht) 2  |                            |
| 3 november 1907  | Vitesse (Arnhem)       | 6-0         | De Tubanters          |                            |
| 3 november 1907  | Wilhelmina (Den Bosch) | 7-0         | Amstel                |                            |
| 3 november 1907  | ODO                    | 0-2         | VVA                   |                            |

* reglementair. PW 2, Velocitas, VVV (Voorburg), Allen Weerbaar 2, DVS 2, Helmond, DFC 2, Hercules (Enschede) en Sparta 2 trekken zich terug.

** gestaakt in verlenging vanwege duisternis.

*** gestaakt in 70e minuut vanwege overlast publiek.

**** reglementair vanwege voortijdig verlaten veld door DOSB (oorspronkelijk: 2-1).

## Tussenronde
| Datum            | Thuis                  | Uitslag(en) | Uit                    |
| ---------------- | ---------------------- | ----------- | ---------------------- |
| 24 november 1907 | AFC 2                  | 2-6         | EMM (Middelburg)       |
| 1 december 1907  | VVA                    | 4-2         | Willem II              |
| 1 december 1907  | VOC                    | 2-1         | Voorwaarts (Den Haag)  |
| 1 december 1907  | VOC 2                  | 5-0*        | Neerlandia (Amsterdam) |
| 1 december 1907  | Wilhelmina (Den Bosch) | 3-1         | UVV                    |
| 1 december 1907  | DEC                    | 3-4         | Quick (Nijmegen) 2     |
| 1 december 1907  | Quick (Amersfoort)     | 6-3         | Quick (Den Haag) 2     |
| 1 december 1907  | HVV 2                  | 8-1**       | Zalt-Bommel            |
| 9 februari 1908  | Zalt-Bommel            | 1-4         | HVV 2                  |
| 1 december 1907  | HFC 2                  | 14-0        | Forward (Groningen)    |
| 1 december 1907  | Frisia                 | 3-1         | EDO (Haarlem)          |
| 1 december 1907  | Vitesse (Arnhem)       | 2-0         | Ajax (Amsterdam)       |
| 1 december 1907  | Tubantia               | 4-3         | DVV (Den Haag)         |
| 1 december 1907  | MVVO                   | 5-0*        | VFC                    |
| 1 december 1907  | Concordia (Delft)      | 8-2         | Hercules (Utrecht) 2   |
| 1 december 1907  | PW                     | 3-2         | Haarlem 2              |

* reglementair. Neerlandia en VFC trekken zich terug.

Vrijgeloot: HBS 2

## Tweede ronde
| Datum            | Thuis              | Uitslag(en) | Uit                    |
| ---------------- | ------------------ | ----------- | ---------------------- |
| 5 januari 1908   | Quick (Nijmegen) 2 | 3-6         | HBS 2                  |
| 5 januari 1908   | Frisia             | 3-0         | PW                     |
| 5 januari 1908   | HFC 2              | 1-7         | VOC                    |
| 5 januari 1908   | MVVO               | 5-4         | Quick (Amersfoort)     |
| 9 februari 1908  | Concordia (Delft)  | 9-0         | Tubantia               |
| 9 februari 1908  | Vitesse (Arnhem)   | 5-0*        | Wilhelmina (Den Bosch) |
| 16 februari 1908 | VOC 2              | 3-2         | HVV 2                  |
| 1 maart 1908     | VVA                | 4-1         | EMM (Middelburg)       |

* reglementair. Wilhelmina trekt zich terug.

## Derde ronde
| Datum         | Thuis             | Uitslag(en) | Uit              |
| ------------- | ----------------- | ----------- | ---------------- |
| 8 maart 1908  | VOC               | 5-2         | MVVO             |
| 22 maart 1908 | Frisia            | 0-3         | HBS 2            |
| 12 april 1908 | Concordia (Delft) | 1-3         | Vitesse (Arnhem) |
| 12 april 1908 | VVA               | 1-2         | VOC 2            |

## Halve finales
| Datum         | Thuis            | Uitslag(en) | Uit   | Speelstad                            |
| ------------- | ---------------- | ----------- | ----- | ------------------------------------ |
| 5 april 1908  | HBS 2            | 3-0         | VOC   | Den Haag, terrein HVV                |
| 20 april 1908 | Vitesse (Arnhem) | 2-3         | VOC 2 | 's-Hertogenbosch, terrein Wilhelmina |

## Finale
| Datum       | Winnaar            | #beker | Uitslag | Finalist            | Speelstad                        |
| ----------- | ------------------ | ------ | ------- | ------------------- | -------------------------------- |
| 17 mei 1908 | HBS Den Haag 2 (2) | 2      | 3-1     | VOC Rotterdam 2 (3) | 's-Hertogenbosch, terrein Sparta |